# ديفيد فيلد
ديفيد فيلد (بالإنجليزية: David Field)‏ هو مخرج وممثل أسترالي، ولد في 1950 في أستراليا.

## وصلات خارجية
- ديفيد فيلد على موقع IMDb (الإنجليزية)
- ديفيد فيلد على موقع ألو سيني (الفرنسية)
- ديفيد فيلد على موقع أول موفي (الإنجليزية)
- ديفيد فيلد على موقع قاعدة بيانات الأفلام السويدية (السويدية)
- ديفيد فيلد على موقع قاعدة بيانات الفيلم (الإنجليزية)
- ديفيد فيلد على موقع كينوبويسك (الروسية)
- ديفيد فيلد على موقع كينوبويسك (الروسية)